# هوش مصنوعی توزیع شده
هوش مصنوعی توزیع شده (DAI) که هوش مصنوعی غیرمتمرکز  نیز نامیده می شود ، زیرمجموعه ای از تحقیقات هوش مصنوعی است که به توسعه راه حل های توزیع شده برای مسائل اختصاص دارد. DAI ارتباط نزدیکی با سامانه چند عامله دارد و ریشه آن است.

## تعریف
هوش مصنوعی توزیع شده (DAI) روشی برای حل مسائل پیچیده ی یادگیری، برنامه ریزی و تصمیم گیری است. به علت قابلیت موازی سازی ، قادر است از محاسبات بزرگ مقیاس و پخش بودن منابع محاسباتی استفاده کند. این خصوصیات باعث می شود که بتواند مسائلی را که نیاز به پردازش مجموعه داده های بسیار بزرگ دارند را حل کند. سیستم های DAI متشکل از گره های مستقل پردازش یادگیری ( عامل هوشمند ) هستند که اغلب در مقیاس بسیار وسیعی پراکنده شده اند. گره های DAI می توانند به طور مستقل عمل کنند و راه حل های جزئی با ارتباط بین گره ها ، غالباً به صورت غیرهم زمان ، تلفیق می شوند. به علت برتری در مقیاس ، سیستم های DAI پایدار و انعطاف پذیر هستند و بنا به نیاز می توانند با هم کار کنند. به علاوه ، DAI سیستم ها به نحوی بنا شده اند که می توانند با تغییرات در صورت مسئله یا داده های به کار رفته سازگار شوند به علت مقیاس و سختی در راه اندازی دوباره.
در سیستم های DAI لزومی ندارد همه ی داده ها در یک نقطه تجمع یابند، بر خلاف هوش مصنوعی متمرکز که به نود های پردازشی وابسته هستند و نود های آن از لحاظ جغرافیایی به هم نزدیک هستند. به همین خاطر سیستم های DAI معمولا بر روی نمونه ای یا قسمت هایی از دیتاست های بزرگتر عمل می کنند. به علاوه دیتاست اولیه در طول عملیات یک DAI سیستم ممکن است تغییر کند یا به روز شود.

## اهداف
هداف هوش مصنوعی توزیع شده ، حل مشکلات استدلال ، برنامه ریزی ، یادگیری و درک در هوش مصنوعی  است، به ویژه اگر به داده های زیادی احتیاج داشته باشند ، با توزیع مسئله در گره های پردازشی مستقل (عوامل). برای رسیدن به هدف ، DAI نیاز به موارد زیر دارد:
- یک سیستم توزیع شده با محاسبات قوی و الاستیک بر روی منابع نه چندان پایدارکه تا حدودی با هم مرتبط اند
- هماهنگی اعمال و ارتباط گره ها
- زیرمجموعه های دیتاست های بزرگ و یادگیری ماشین آنلاین

دلایل زیادی برای تمایل به توزیع اطلاعات یا کار کردن با سیستم های چند عامل وجود دارد. مشکلات اصلی در تحقیقات DAI شامل موارد زیر است:
- حل مسئله موازی: عمدتا به چگونگی اصلاح مفاهیم کلاسیک هوش مصنوعی می پردازد ، بنابراین می توان از سیستم های چند پردازنده ای و مجموعه ای از رایانه ها برای سرعت بخشیدن به محاسبه استفاده کرد.
- حل مسئله توزیع شده (DPS): مفهوم عامل ، موجوداتی مستقل که می توانند با یکدیگر ارتباط برقرار کنند ، به عنوان مفهومی برای توسعه سیستم های DPS ساخته شده است. برای جزییات بیشتر زیر را ببینید.
- شبیه سازی مبتنی بر چند عامل (MABS): شاخه ای از DAI که پایه و اساس شبیه سازی ها را ایجاد می کند ، همانطور که در بسیاری از سناریوهای شبیه سازی اجتماعی وجود دارد ، نه تنها پدیده ها را در سطح کلان بلکه در سطح خرد نیز باید تجزیه و تحلیل کند.

## تاریخ
در سال 1975 هوش مصنوعی توزیع شده به عنوان زیرمجموعه ای از هوش مصنوعی ظهور کرد که با تعاملات بین عوامل هوشمند سروکار داشت. سیستم های هوش مصنوعی توزیع شده به عنوان گروهی از موجودات هوشمند ، به نام عامل ها، که با همکاری ، همزیستی یا رقابت تعامل برقرار می کنند  تصور می شد. DAI به دو دسته ی سیستم های چند عامله و حل مسئله توزیع شده تقسیم می شود. در سیستم های چند عاملی تمرکز اصلی بر آن است که چگونه عامل ها دانش و فعالیت های خود را هماهنگ می کنند. برای حل مسئله توزیع شده تمرکز اصلی چگونگی تجزیه و و ساخت راه حل هاست.

## مثال ها
سیستم های چند عاملی و حل مسئله توزیع شده دو رویکرد اصلی DAI هستند. برنامه ها و ابزارهای بی شماری وجود دارد.
هوش مصنوعی و سازمان های توزیع شده
یکی از هیجان انگیزترین نوآوری های سال های اخیر، DAO ها یا سازمان های توزیع شده هستند که روی بستر بلاکچین اتریوم اجرا می‌شوند. به صورت کلی DAO یک الگوریتم است که قواعد منطقی کسب‌وکار و مسائل حقوقی و قراردادی آن ها را در بردارد. وقتی همه این ها کنار هم قرار می‌گیرند، این الگوریتم می‌تواند به صورت خودکار یک شرکت را از طریق قرارداد های هوشمند اداره کند و ارزش خلق شده را بین سهامداران مجازی تقسیم کند. چنین مکانیزمی برای پخش کردن سود، تبادل سهام و پرداخت هزینه های اشتراک و ... کاربرد دارد. حال هوش مصنوعی در DAO ها زمانی ظاهر می‌شود که ما بخشی یا همه تصمیم گیری ها را به یک عامل هوش مصنوعی روی بلاکچین واگذار می‌کنیم. با استفاده از این روش می‌توانیم مدیریت یک سازمان توزیع شده را به طور کلی به دست یک هوش مصنوعی بسپاریم، تا بهترین و بهینه ترین تصمیمات ممکن را بگیرد. برای مثال تصور کنید که یک AI DAO برای بازاریابی داریم. این AI DAO تصمیم میگیرد که کدام شرکت ها برای تبلیغات مناسب تر هستند و بعد از هر چرخه بازاریابی، این هوش مصنوعی ارزیابی می‌کند که نرخ بازگشت سرمایه گذاری ROI چقدر بوده است و استراتژی بازاریابی خود را بر اساس آن تنظیم می‌کند.
به طور کلی AI DAO ها میتوانند ما را وارد انقلاب اقتصادی جدیدی بکنند. انقلابی که در آن هوش مصنوعی ها، مدیران جدید کسب‌ و‌ کار ها خواهند بود و آن ها هستند که تصمیمات کلیدی در یک سازمان را میگیرند و با تصمیماتی که میگیرند یاد میگیرند و با شرکت های دیگر که مدیران آن ها نیز هوش مصنوعی هستند، رقابت میکنند. 
همچنین هوش مصنوعی ها می‌توانند منبع ارزش اقتصادی برای صاحبانشان بشوند. برای مثال با استفاده از مدل های مولد GAN میتوانیم AI DAO هایی بسازیم که هنر های خود را به فروش بگذارند و عواید آن ها را بین سهامداران آن AI DAO پخش کنند.

## اجزای هوش مصنوعی توزیع شده
بسیاری از زیرمجموعه های رمزنگاری که توسعه داده شده اند، به قدرتمند تر شدن DAI کمک می‌کنند. تکنیک های پایین راه هایی را برای توزیع کردن دیتاست ها بین عوامل توزیع شده را به صورت ایمن ارائه می‌دهد.
رمزنگاری همریختی: همریخی یکی از بزرگترین پیشرفت ها در فضای رمزنگاری محسوب می‌شود. این نوع از رمزنگاری، نوع خاصی از محاسبات را توسط متن رمزنگاری شده انجام می‌دهد و نتایج را نیز رمزنگاری شده تحویل میدهد.
رمزنگاری GAN: رمزنگاری GAN یکی از مدل هایی است که توسط گوگل معرفی شد. با استفاده از شبکه متخاصم محرمانگی دیتاست ها تضمین می‌شود و داده ها توسط عوامل مختلف با حفظ درجه بالایی از امنیت رد و بدل می‌شوند.
 محسابات چند عاملی محافظت شده: محاسبات چند عاملی محافظت شده، پایه و اساس توسعه پروتکل های جدید بلاکچین هستند. این تکنیک امنیتی مطمئن می‎‌شود که محسابات از طریق یک تابع عمومی بر اساس داده های محرمانه طوری انجام شود که ورودی ها محرمانه بمانند. معماری محسابات چند عاملی محافظت شده این امکان را فراهم که می‌کند که مدل های هوش مصنوعی بدون اینکه دیتاست های آن ها افشا شود، ساخته شوند.

## پتانسیل های DAI
هوش مصنوعی و بلاکچین استفاده کرد. DAI مدلی است که امکان جداسازی پردازش را بدون جنبه منفی اشتراک دانش انبوه فراهم می کند. به موجب آن، کاربر را قادر می سازد تا اطلاعات را به طور مستقل، در میان دستگاه ها یا دستگاه های محاسباتی مختلف پردازش کند. با انجام این کار، می توان به نتایج متفاوتی دست یافت و سپس دانش را تجزیه و تحلیل کرد و راه حل های جدیدی برای مسئله پیدا کرد که یک سیستم هوش مصنوعی متمرکز قادر به انجام آن نیست.
هوش مصنوعی غیرمتمرکز دارای پتانسیل باورنکردنی در کسب و کار و علم است. در مجموع این امکان را می‌دهد تا از طریق استدلال، و آزمون و خطا، بر چالش‌های دنیای واقعی غلبه کنند.طی ده سال آینده، دستگاه‌هایی که از طریق یک شبکه غیرمتمرکز هوش مصنوعی یاد می‌گیرند، از آن‌هایی که قبل از آن‌ها و سایر دستگاه‌هایی که در حال حاضر در شبکه وجود دارند، بهره‌مند خواهند شد. آنها قادر خواهند بود از دانش جمع آوری شده استفاده کرده و آن داده ها را به اطلاعات با ارزش تبدیل کنند. برای درک واضح پتانسیل هوش مصنوعی غیرمتمرکز، نیاز به پلتفرم هایی وجود دارد که قدرت محاسباتی مورد نیاز را با فضای ذخیره سازی و ارتباطات پرسرعت (بسیار) در بر گیرند. پس از آن، مردم باید اطمینان حاصل کنند که چارچوب امنیتی مناسب برای محافظت از این دارایی ها و داده های اطراف آنها تنظیم شده است. در حال حاضر، وسایلی وجود دارند که می توانند این قدرت را در توسعه نگه دارند یا مهار کنند. 

## رویکردها
دو نوع DAI پدید آمده است:
- در سیستم های چند عاملی ، عامل ها دانش و فعالیت های خود را هماهنگ می کنند و در مورد فرآیندهای هماهنگی استدلال می کنند. عامل ها موجوداتی فیزیکی یا مجازی هستند که می توانند عملی از خود بروز دهند ، محیط شان را درک کرده و با عوامل دیگر ارتباط برقرار کنند. عامل خودکار است و مهارت هایی برای رسیدن به اهداف دارد. عامل ها با اقدامات خود حالت و وضعیت فعلی محیط خود را تغییر می دهند.  تکنیک های مختلفی برای ایجاد هماهنگی وجود دارد.
- در حل مسئله توزیع شده ، کار بین گره ها تقسیم می شود و دانش به اشتراک گذاشته می شود. نگرانی های اصلی تجزیه وظیفه و ترکیب دانش و راه حل ها است

DAI می تواند رویکردی از پایین به بالا به AI را اعمال کند ، مشابه معماری subsumption و همچنین رویکرد معمول از بالا به پایین AI. علاوه بر این ، DAI همچنین می تواند ابزاری در بحث پیدایش باشد.

## برنامه های کاربردی
مناطقی که DAI استفاده شده است:
- تجارت الکترونیک ، به عنوان مثال برای استراتژی های معاملاتی ، سیستم DAI از زیرمجموعه هایی از نمونه های بسیار بزرگ داده های مالی ، قوانین تجارت مالی را می آموزد
- شبکه ها ، به عنوان مثال در ارتباطات راه دور ، سیستم DAI منابع مشترک را در یک شبکه WLAN کنترل می کند. [۵]
- مسیریابی ، به عنوان مثال مدل کردن جریان وسایل نقلیه در شبکه های حمل و نقل
- برنامه ریزی ، به عنوان مثال زمانبندی روند خرید ، جایی که نهاد مدیریت منابع از بهینگی محلی و هماهنگی برای سازگاری جهانی و محلی اطمینان حاصل می کند.[۶]
- سیستم های چند عامل ، به عنوان مثال زندگی مصنوعی ، مطالعه زندگی شبیه سازی شده
- سیستم های برق الکتریکی ، به عنوان مثال سیستم چند عاملی مانیتورینگ وضعیت (COMMAS) برای نظارت بر وضعیت ترانسفورماتور و سیستم ترمیم خودکار IntelliTEAM II اعمال شده است [۷]

## ابزارها
- ECStar ، یک سیستم یادگیری توزیع شده مبتنی بر قاعده

## نمایندگی ها و سیستم های چند عاملی
مفهوم عوامل: عوامل را می توان به عنوان موجوداتی مجزا با مرزهای استاندارد و رابط هایی که برای حل مسئله طراحی شده اند ، توصیف کرد.
مفهوم چند عامل: سیستم چند عاملی به عنوان شبکه ای از عوامل تعریف می شود که به طور ضمنی یک موجود واحد را می سازند مانند جامعه که برای حل مسئله کار می کنند که یک عامل به تنهایی نمی تواند آنها را حل کند.

## عامل های نرم افزاری
مفهوم کلیدی مورد استفاده در DPS و MABS مفهومی است که عوامل نرم افزاری نامیده می شود. عامل یک موجود مستقل مجازی (یا فیزیکی) است که درکی از محیط اطراف دارد و بر اساس آن عمل می کند. یک عامل معمولاً می تواند برای رسیدن به یک هدف مشترک با یک عامل دیگر در همان سیستم ارتباط همکاری کند که یک عامل به تنهایی نمی تواند به آن برسد. این سیستم ارتباطی از یک زبان ارتباطی بین عاملی استفاده می کند .
یک طبقه بندی مفید ، تقسیم عوامل به موارد زیر است:
- عامل واکنش دهنده - عامل واكنشي چيزي بيشتر از يك اتوماسیون نيست كه ورودي را دريافت ، پردازش كرده و خروجي توليد مي كند.
- عامل تاملی - در مقابل یک عامل تاملی باید از محیط خود یک دید داخلی داشته باشد و بتواند برنامه ریزی های خود را دنبال کند.
- عامل ترکیبی - یک عامل ترکیبی ترکیبی از واکنش پذیر و مشورتی است که از برنامه ریزی های خود پیروی می کند ، اما همچنین گاهی اوقات به طور مستقیم و بدون تامل به حوادث خارجی واکنش نشان می دهد.

معماری های عامل شناخته شده که توصیف می کند که ساختار داخلی یک عامل چگونه است :
- ASMO (ظهور ماژول های توزیع شده)
- BDI (Believe Desire Intention ، معماری کلی که نحوه ساخت نقشه ها را توصیف می کند)
- InterRAP (معماری سه لایه ، با یک لایه واکنش پذیر ، مشورتی و اجتماعی)
- PECS (فیزیک ، احساس ، شناخت ، اجتماعی ، توصیف می کند که چگونه این چهار قسمت بر رفتار عوامل تأثیر می گذارد).
- Soar (یک رویکرد مبتنی بر قانون)

## چالش ها
چالش های موجود در هوش مصنوعی توزیع شده عبارتند از:
1 نحوه انجام ارتباط و تعامل بین عوامل و اینکه از کدام زبان یا پروتکل های ارتباطی استفاده می شود.
2 نحوه اطمینان از انسجام عامل ها.
3 چگونه می توان با فرمول بندی ، توصیف ، تجزیه و تخصیص ، نتایج را در گروه "عوامل هوشمند" تشکلیل داد.

## همچنین ببینید
- هوش تجمعی
- یادگیری فدرال
- واقعیت شبیه سازی شده
- هوش جمعی